# Mistrovství Evropy juniorů v atletice 2001
16. Mistrovství Evropy juniorů v atletice – sportovní závod organizovaný EAA se konal v italském Grossetu. Závod se odehrál ve dnech 19. července – 22. července 2001. 

## Výsledky

### Muži
| Soutěž            | Zlato                                                                            | Výkon    | Stříbro                                                                     | Výkon    | Bronz                                                                    | Výkon    |
| 100 m             | Mark Lewis-Francis                                                               | 10,09    | Tim Goebel                                                                  | 10,18    | Igor Blazević                                                            | 10,31    |
| 200 m             | Ronald Pognon                                                                    | 20,80    | Kevin Rans                                                                  | 20,89    | Dwayne Grant                                                             | 20,92    |
| 400 m             | Timothy Benjamin                                                                 | 46,43    | Johan Wissman                                                               | 46,81    | Bastian Swillims                                                         | 46,88    |
| 800 m             | René Herms                                                                       | 1:46,98  | Arnoud Okken                                                                | 1:48,02  | Ricky Soos                                                               | 1:48,43  |
| 1500 m            | Cosimo Caliandro                                                                 | 3:48,49  | Tomasz Babiszkiewicz                                                        | 3:48,66  | Arturo Casado                                                            | 3:48,76  |
| 5000 m            | Mohamed Farah                                                                    | 14:09,91 | Bruno Saramago                                                              | 14:11,65 | Noel Cutillas                                                            | 14:12,43 |
| 10 000 m          | Wasyl Matwijczuk                                                                 | 30:43,19 | Alaksandr Nikalajuk                                                         | 30:46,37 | Abdulrahman Kara                                                         | 31:00,36 |
| 110 m překážek    | Philip Nossmy                                                                    | 13,81    | Sebastian Siebert                                                           | 13,83    | Dominic Girlder                                                          | 14,16    |
| 400 m překážek    | Christian Duma                                                                   | 50,26    | Henning Hackelbusch                                                         | 50,76    | Michail Lipski                                                           | 51,00    |
| 3000 m překážek   | Radosław Popławski                                                               | 8:46,36  | Mircea Bogdan                                                               | 8:49,76  | Christoforos Meroussis                                                   | 8:51,87  |
| Štafeta 4 × 100 m | Spojené království Tyrone Edgar Dwayne Grant Timothy Benjamin Mark Lewis-Francis | 39,24    | Francie Steve Bonvard Ronald Pognon Xavier Guillaume Ladji Doucouré         | 39,76    | Polsko Mariusz Latkowski Marcin Świerczyński Krzysztof Koczoń Paweł Ptak | 39,96    |
| Štafeta 4 × 400 m | Polsko Marcin Marciniszyn Michał Matyjaszczyk Piotr Kędzia Karol Grzegorczyk     | 3:06,12  | Spojené království Robert Tobin Russell Nicholls Sam Ellis Timothy Benjamin | 3:06,21  | Španělsko David Melo Diego Ruíz Jairo Vera Jorge Artal                   | 3:07,47  |
| Chůze na 10 000 m | Jevgenij Diemkov                                                                 | 43:34,12 | Sergej Lystov                                                               | 43:39,46 | Benjamin Kuciński                                                        | 43:44,87 |
| Skok do výšky     | Andriej Czubsa                                                                   | 2,23 m   | Jiří Křehula                                                                | 2,21 m   | Mickaël Hanany                                                           | 2,19 m   |
| Skok o tyči       | Dmitrij Kupcov                                                                   | 5,55 m   | Kevin Rans                                                                  | 5,50 m   | Stauros Kouroupacis                                                      | 5,35 m   |
| Skok daleký       | Luis Tsatumas                                                                    | 7,98 m   | Jan Zumer                                                                   | 7,72 m   | Dmitrij Sapinski                                                         | 7,72 m   |
| Trojskok          | Marian Oprea                                                                     | 16,65 m  | Jonathan Moore                                                              | 16,43 m  | Viktor Jastrebov                                                         | 16,43 m  |
| Vrh koulí         | Michał Hodun                                                                     | 18,23 m  | Robert Haggblom                                                             | 17,96 m  | Marco Fortes                                                             | 17,86 m  |
| Hod diskem        | Michał Hodun                                                                     | 57,95 m  | Arnošt Holovský                                                             | 54,46 m  | Dzmitry Sivakou                                                          | 54,23 m  |
| Hod kladivem      | Krisztián Pars                                                                   | 69,42 m  | Alexej Jelisiejev                                                           | 68,32 m  | Eşref Apak                                                               | 67,56 m  |
| Hod oštěpem       | Aleksandr Iwanow                                                                 | 80,18 m  | Andreas Thorkildsen                                                         | 76,98 m  | Saku Kuusisto                                                            | 76,98 m  |
| Desetiboj         | Ladji Doucouré                                                                   | 7 747    | Lars Albert                                                                 | 7 683    | Atis Vaisjūns                                                            | 7 497    |

### Ženy
| Soutěž            | Zlato                                                                        | Výkon    | Stříbro                                                                | Výkon    | Bronz                                                                         | Výkon    |
| 100 m             | Katchi Habelová                                                              | 11,24    | Gwladys Belliardová                                                    | 11,50    | Amelie Huyguesová                                                             | 11,59    |
| 200 m             | Vernicha Jamesová                                                            | 22,93    | Katchi Habelová                                                        | 23,38    | Maja Nose                                                                     | 23,60    |
| 400 m             | Taťjana Firovová                                                             | 52,94    | Lisa Millerová                                                         | 53,29    | Kim Wallová                                                                   | 53,52    |
| 800 m             | Lucia Klocová                                                                | 2:03,76  | Kerstin Wernerová                                                      | 2:03,99  | Tetiana Petluková                                                             | 2:04,15  |
| 1500 m            | Ljiljana Culibrková                                                          | 4:13,13  | Emma Wardová                                                           | 4:13,51  | Riina Tolonenová                                                              | 4:14,48  |
| 3000 m            | Elvan Abeylegesseová                                                         | 8:53,42  | Tatiana Czulach                                                        | 9:02,64  | Ulla Tiumala                                                                  | 9:07,35  |
| 5000 m            | Elvan Abeylegesseová                                                         | 15:21,12 | Elina Lindgrenová                                                      | 16:11,55 | Collette Fagan                                                                | 16:16,39 |
| 100 m překážek    | Gergana Stojanowa                                                            | 13,04    | Adrianna Lamalle                                                       | 13,08    | Lucie Škrobáková                                                              | 13,30    |
| 400 m překážek    | Zofia Małachowska                                                            | 57,78    | Patricia Lopes                                                         | 57,93    | Maria Menszykowa                                                              | 58,83    |
| 2000 m překážek   | Catalina Oprea                                                               | 6:34,89  | Gwendoline Despresová                                                  | 6:36,06  | Antje Hoffmannová                                                             | 6:36,67  |
| Štafeta 4 × 100 m | Německo Nadine Hentschke Christa Kaufmannová Kerstin Grötzinger Katchi Habel | 44,16    | Francie Amélie Huyghes Cecile Sellier Gwladys Belliard Adriana Lamalle | 44,37    | Spojené království Danielle Norville Eleanor Caney Amy Spencer Vernicha James | 44,66    |
| Štafeta 4 × 400 m | Spojené království Kim Wall Olivia Hines Vernicha James Lisa Miller          | 3:34,63  | Německo Eileen Müller Claudia Hoffmann Nadine Balkow Larissa Kettenis  | 3:36,20  | Rumunsko Diana Koroszi Liliana Barbulescu Norica Manafu Maria Rus             | 3:41,12  |
| Chůze na 10 000 m | Taťána Kozlovová                                                             | 46:22,67 | Athanasia Tsumeleka                                                    | 46:29,20 | Beatriz Pascual                                                               | 46:49,81 |
| Skok do výšky     | Ramona Pop                                                                   | 1,92 m   | Anna Čičerovová                                                        | 1,90 m   | Anna Ksoková                                                                  | 1,90 m   |
| Skok o tyči       | Jelena Isinbajevová                                                          | 4,40 m   | Natalija Kuszcz                                                        | 4,15 m   | Vanessa Boslaková                                                             | 4,15 m   |
| Skok daleký       | Anastasia Ilina                                                              | 6,38 m   | Alina Militaru                                                         | 6,32 m   | Katarzyna Klisowska                                                           | 6,26 m   |
| Trojskok          | Anastasia Ilina                                                              | 14,12 m  | Athanasía Pérra                                                        | 13,73 m  | Wiktorija Gurowa                                                              | 13,68 m  |
| Vrh koulí         | Natalla Charaniekaová                                                        | 16,92 m  | Kristin Marten                                                         | 16,02 m  | Claudia Villeneuve                                                            | 15,82 m  |
| Hod diskem        | Natalija Fokina                                                              | 56,69 m  | Vera Begić                                                             | 55,02 m  | Olga Czernogorova                                                             | 54,49 m  |
| Hod kladivem      | Ivana Brkljačić                                                              | 64,18 m  | Martina Danišová                                                       | 61,97 m  | Berta Castells                                                                | 61,04 m  |
| Hod oštěpem       | Halina Kachawa                                                               | 55,40 m  | Goldie Sayers                                                          | 55,40 m  | Marion Bonaudo                                                                | 53,71 m  |
| Sedmiboj          | Carolina Klüftová                                                            | 6 022    | Maren Freisen                                                          | 5 956    | Olga Karas                                                                    | 5 745    |

## Medailové pořadí
| Umístění | Stát               | Zlato | Stříbro | Bronz | Celkem |
| -------- | ------------------ | ----- | ------- | ----- | ------ |
| 1.       | Rusko              | 8     | 4       | 5     | 17     |
| 2.       | Spojené království | 6     | 5       | 6     | 17     |
| 3.       | Polsko             | 5     | 1       | 4     | 10     |
| 4.       | Německo            | 4     | 9       | 2     | 15     |
| 5.       | Rumunsko           | 3     | 2       | 1     | 6      |
| 6.       | Bělorusko          | 3     | 1       | 2     | 6      |
| 7.       | Francie            | 2     | 5       | 5     | 12     |
| 8.       | Ukrajina           | 2     | 1       | 2     | 5      |
| 9.       | Chorvatsko         | 2     | 1       | 1     | 4      |
| 10.      | Švédsko            | 2     | 1       | 0     | 3      |
| 11.      | Turecko            | 2     | 0       | 2     | 4      |
| 12.      | Řecko              | 1     | 2       | 2     | 5      |
| 13.      | Slovensko          | 1     | 1       | 0     | 2      |
| 14.      | Bulharsko          | 1     | 0       | 0     | 1      |
| 14.      | Itálie             | 1     | 0       | 0     | 1      |
| 14.      | Maďarsko           | 1     | 0       | 0     | 1      |
| 17.      | Finsko             | 0     | 2       | 3     | 5      |
| 18.      | Česko              | 0     | 2       | 1     | 3      |
| 18.      | Portugalsko        | 0     | 2       | 1     | 3      |
| 20.      | Belgie             | 0     | 2       | 0     | 2      |
| 21.      | Slovinsko          | 0     | 1       | 1     | 2      |
| 22.      | Nizozemsko         | 0     | 1       | 0     | 1      |
| 22.      | Norsko             | 0     | 1       | 0     | 1      |
| 24.      | Španělsko          | 0     | 0       | 5     | 5      |
| 25.      | Lotyšsko           | 0     | 0       | 1     | 1      |
| Celkem   | Celkem             | 44    | 44      | 44    | 132    |